# Chiesa di San Pellegrino (Giornico)
La chiesa di San Pellegrino è un luogo di pellegrinaggio sito ad Altirolo, frazione del comune svizzero di Giornico, lungo l'antica Via Francisca. La chiesa, fondata prima del 1451, conserva il più vasto ciclo di affreschi tardocinquecenteschi del Canton Ticino.

## Il Santo
Probabilmente il Pellegrino qui venerato fu un eremita che visse in una grotta nei pressi della chiesa e che venne tumulato in essa nel secolo XV. Forse il suo nome non era Pellegrino, ma viene ricordato dalla tradizione in quanto pellegrino diretto probabilmente a Roma o in Terra santa. Le vicissitudini e il tempo ne hanno quasi completamente cancellato la memoria e quasi sicuramente non venne mai santificato. Il fatto che il sarcofago contenente il corpo non sia più presente nella chiesa da oltre duecento anni, ha anche contribuito a cancellarne il ricordo. La festa viene celebrata il 16 maggio, data in cui la Chiesa ricorda San Pellegrino d'Auxerre.
Le visite pastorali del 1577 e 1745 testimoniano della presenza nella chiesa di un sarcofago contenente le spoglie. In quella del 1745 si fa riferimento a una ricognizione fatta da San Carlo Borromeo. In un voluminoso manoscritto del 1835, redatto dal parroco di Giornico, non viene più menzionato questo fatto e si dice che il santo venerato nella chiesa era un francese prete e martire. Nell'ultimo secolo la vita attorno al santuario si è molto ridotta. Le cause possono essere identificate nelle nuove vie di comunicazione che passano altrove e che hanno trasformato un luogo di forte transito, in un luogo appartato e solitario.
La gestione dell'edificio è sempre stata affidata a laici che hanno seguito nel tempo il sentire della popolazione: quando esso era forte, forti furono gli sforzi e gli interventi; quando a poco a poco si spense, anche le cure diminuirono. Attualmente è il suo valore artistico e storico, più che quello devozionale, ad animare gli sforzi del mantenimento.

## Descrizione

### Esterno
L'edificio rivolto ad oriente è concluso da un coro poligonale, con una cappella laterale. La chiesa, consacrata nel 1345, anticamente era preceduta da un portico sotto cui passava la strada. Nel secolo XVI fu ingrandita: vennero tamponate le arcate del portico, rialzate le pareti della navata e impostate le volte a crociera; nel 1591 fu aggiunta la cappella dedicata alla Madonna. Nel 1923 le pareti interne e le volte della parete ovest della navata e della cappella laterale, con affreschi degli anni 1589-1592, furono dipinte da Pompeo Maino (1883-1944). [Subì un restauro nel biennio 1966-1967 diretto da Guido Borella.

### Interno

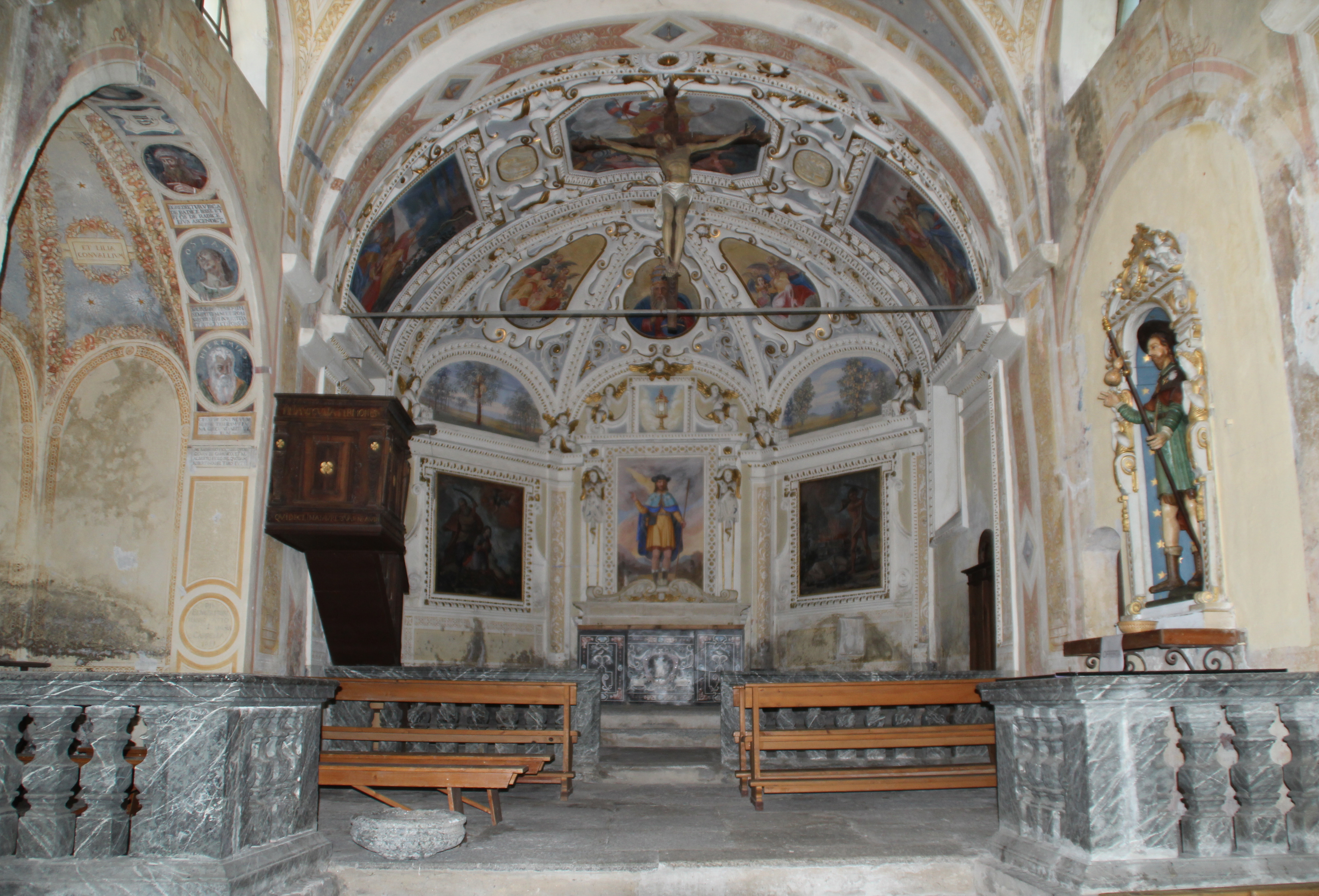
Il presbiterio

L'interno presenta affreschi di Giovanni Battista Tarilli e di Giovanni Domenico Caresana (1589), vi sono inoltre altri affreschi del 1630 ed opere su tela del 1816.

## Galleria d'immagini
Affreschi di Giovanni Battista Tarilli e di Giovanni Domenico Caresana

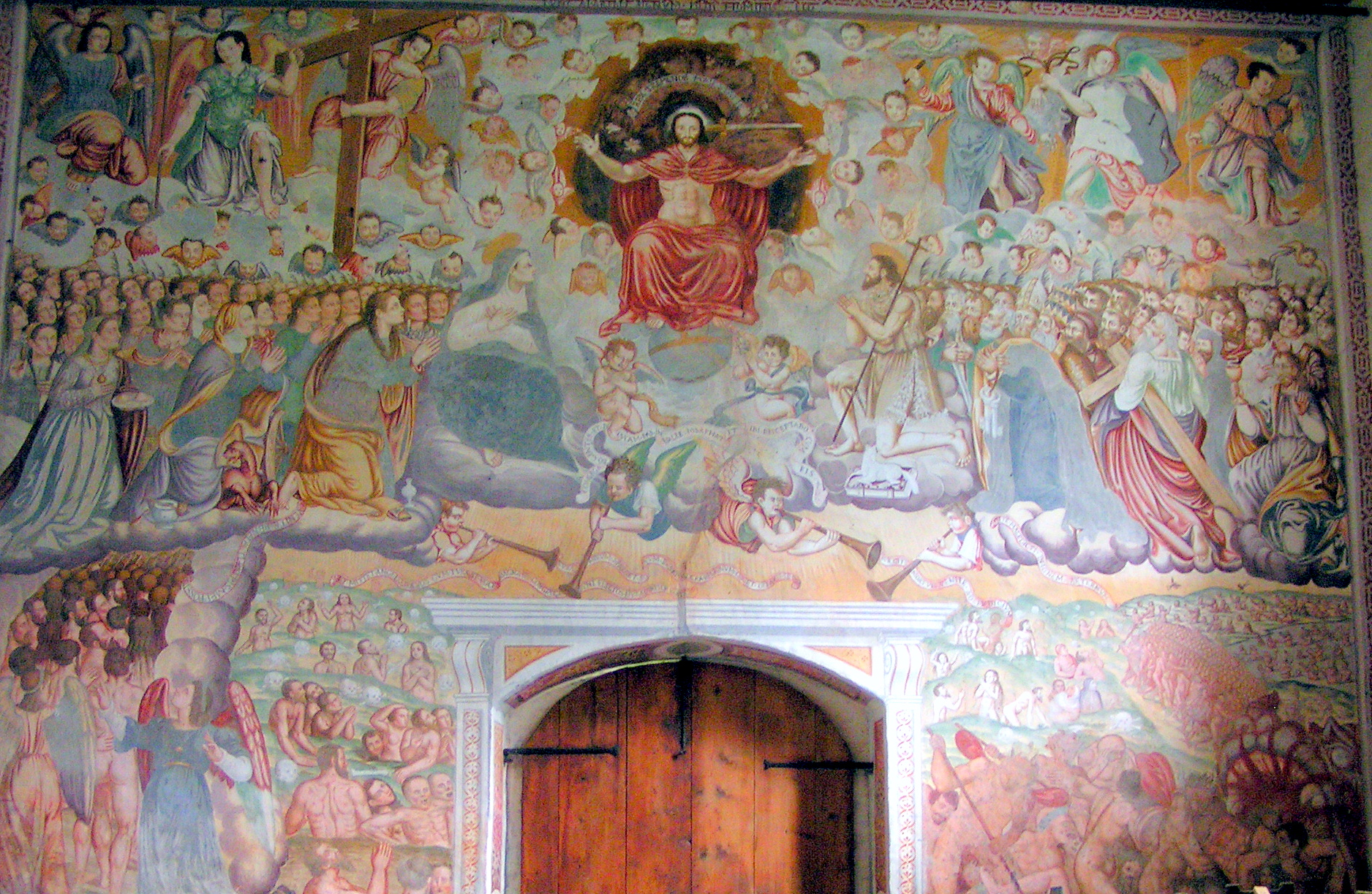
Il Giudizio universale in controfacciata
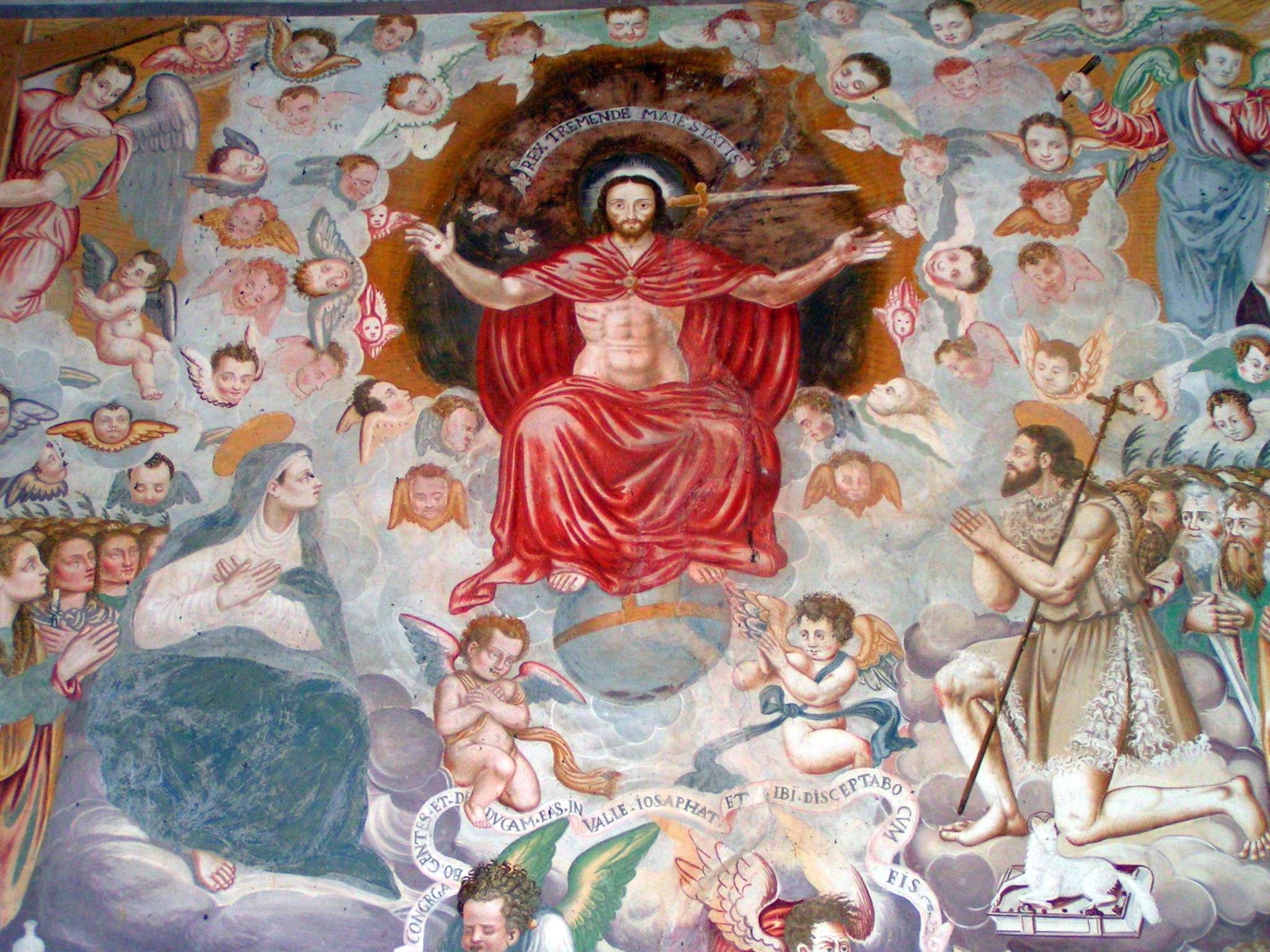
Giudizio universale, particolare
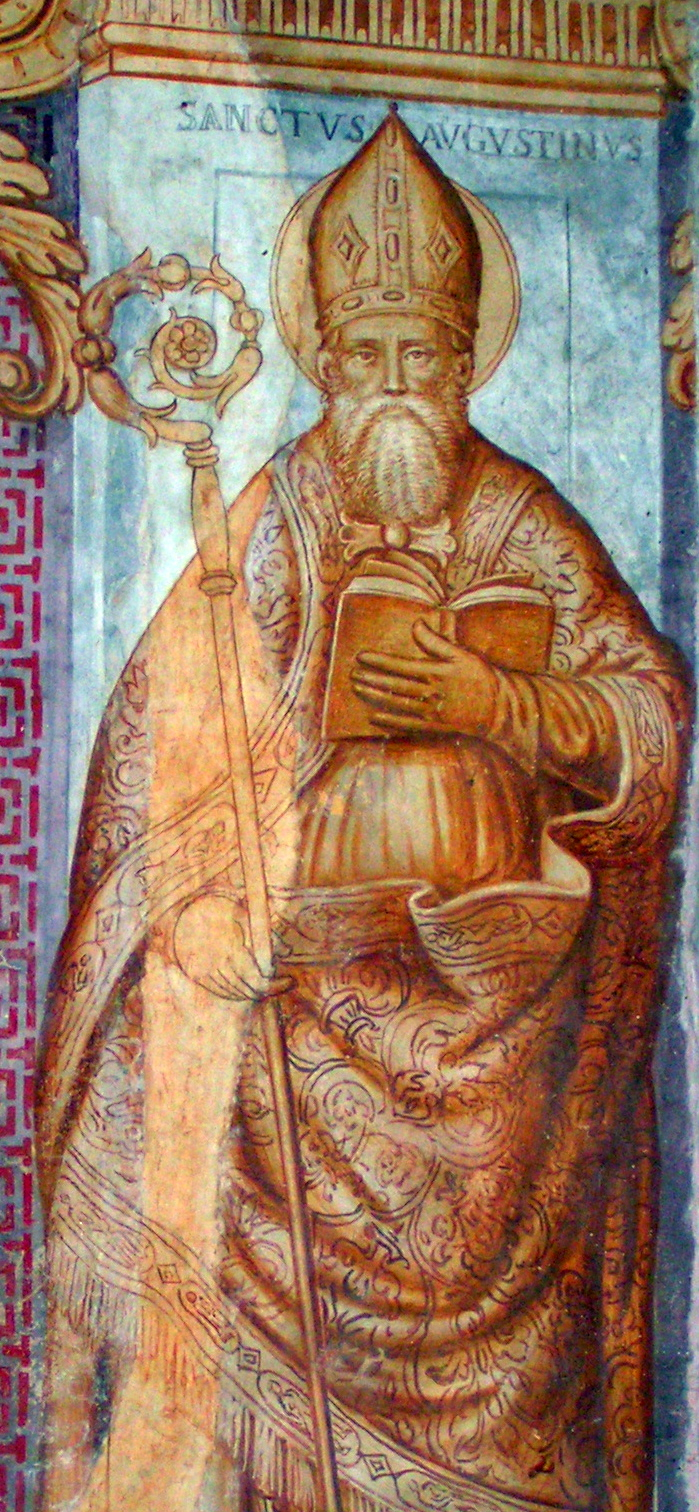
Sant'Agostino sulla parete nord
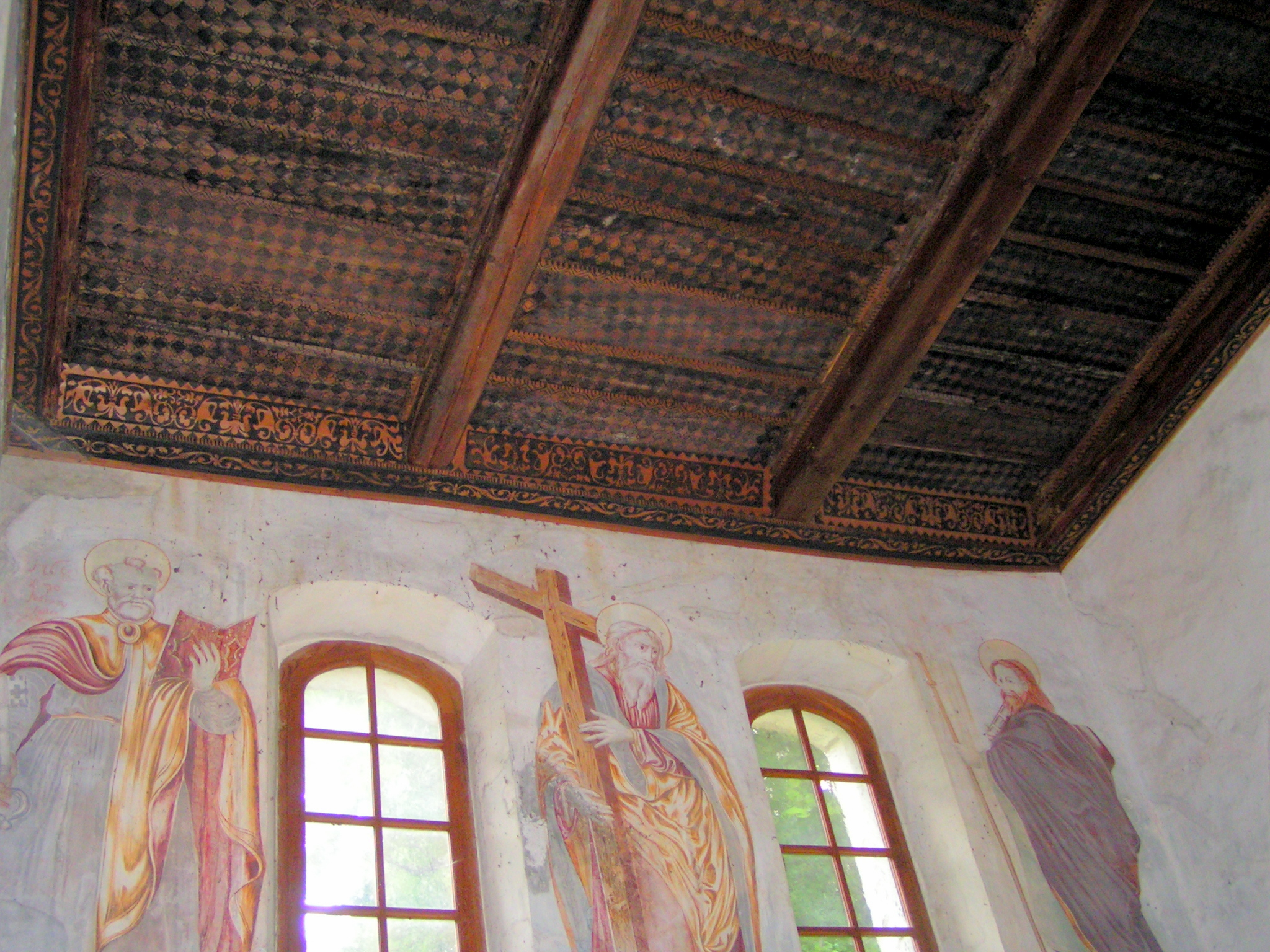
Parete nord e parte del soffitto ligneo